# ديفيد أ. غرينغر
ديفيد أ. غرينغر هو كاتب وسياسي غياني، ولد في 15 يوليو 1945 في جورج تاون في غيانا. نشط حزبياً في People's National Congress Reform ‏. وقد انتخب رئيسا لغيانا (16 مايو 2015 – 2 أغسطس 2020) وانتخب عضو الجمعية الوطنية في غيانا ‏.

## وصلات خارجية
- ديفيد أ. غرينغر على موقع مونزينجر (الألمانية)